# Iwade (Royaume-Uni)
Iwade est un village et une une paroisse civile du Kent, en Angleterre.

## Toponymie
Iwade est un nom d'origine vieil-anglaise. Il fait référence à un gué ou un point de passage (wæd) où poussent des ifs (īw). Il est attesté pour la première fois en 1179 sous la forme Ywada.